# Raska
Raska és un grup de música català format el 2011 per components originaris del Baix Montseny i el Maresme.
Els orígens del conjunt es troben en un gru anterior anomenat O2, que es va dissoldre el 2011 per donar pas a la formació actual. Partint de l'ska, el grup ha passat per diversos estils musicals fins a assentar-se en el mestissatge i en una esfera més propera al rock. Seguint aquest progrés creatiu, el primer pas del qual fou el disc Welcome to Raskalimera World, l'àlbum Reneix de les Cendres (2016) introdueix també bases electròniques que es fusionen amb les sonoritats acústiques.

## Discografia
- Seguirem cantant (2013; Temps Record)[3]
- Welcome to Raskalimera World (2014, Temps Record)
- Reneix de les cendres (2016, Temps Record)